# 陶遊
『陶遊』（とうゆう）は、エスプレス・メディア出版が発行している陶芸を専門に扱う隔月刊雑誌。

## 概要
2000年に創刊され、趣味として楽しむ陶芸を主題にした雑誌で写真解説による陶芸に関する技法や歴史などを判り易く紹介している。国内外で活躍する作家の作品も紹介する他にも陶芸教室のコーナーや作品発表会の紹介などもある。
元々は『盆栽世界』などを発行する新企画出版局が刊行していたが、2012年に同社が倒産し、その後受け皿会社として設立されたエスプレス・メディア出版が発行を引き継ぎ現在に至っている。

## 連載
- 不覊陶磁器譚
- 続・増穂薪窯通信てんやわんや
- 曜変への道
- 釉薬ナゼ？ナニ？相談室
- 陶芸教室紹介